# Gheorghe Demetrescu
Gheorghe Demetrescu (n. 22 ianuarie 1885, București, România – d. 15 iulie 1969, București, România) a fost un matematician, astronom și seismolog român, director al Observatorului Astronomic al Academiei (1943 - 1963), membru titular al Academiei Române din 1955.
A fost membru corespondent al Academiei de Științe din România începând cu 21 decembrie 1935 și membru titular începând cu 3 iunie 1941.
De asemenea, a fost membru al Uniunii Astronomice Internaționale și al Uniunii Internaționale de Geodezie și Geofizică.
Pentru activitatea sa, a fost distins cu diverse medalii ale RSR.

## Biografie
A absolvit secția de matematică a Facultății de Științe din București, apoi a fost trimis pentru specializare în astronomie la Paris. După întoarcerea în țară, a participat la instalarea marelui ecuatorial fotografic și ale lunetei meridiane ale Observatorului Astronomic din București.
A fost apoi profesor la Universitatea din Cluj, unde a pus bazele observatorului astronomic de acolo, cu care ulterior a efectuat cercetări de amploare.
De asemenea, s-a ocupat și de domeniul seismologiei și a inițiat înființarea rețelei de stații seismice pe teritoriul țării.
L-a avut ca profesor pe Nicolae Coculescu, iar despre activitatea sa au scris Constantin Drâmbă și Simion Stoilov.

## Lucrări
- Eclipsele și prevederea lor, Colecția societății pentru răspândirea științei și culturii vol. 38, 1952, 28 p.
- Studii și cercetări de astronomie și seismologie, 1967
- Gheorghe Demetrescu, Cornelia Cristescu, Elemente de dinamică stelară, Editura Academiei Republicii Socialiste România, București, 1967
- Galaxii în univers, Editura Științifică, 1967

## Distincții
- Ordinul Muncii clasa I (21 august 1954) „pentru merite deosebite pe tărîmul construcției de stat, economice, sociale și culturale, cu ocazia celei de a zecea aniversări a eliberării patriei noastre”[2]
- titlul de „Profesor Emerit al Republicii Populare Romîne” (5 noiembrie 1962) „pentru activitatea îndelungată, contribuție în dezvoltarea științei și merite deosebite în dezvoltarea învățămîntului superior”[3]
- Ordinul Muncii clasa a II-a (10 august 1964) „pentru merite deosebite în opera de construire a socialismului, cu prilejul celei de a XX-a aniversări a eliberării patriei”[4]
- Ordinul „Meritul Științific” clasa I (26 septembrie 1966) „pentru merite deosebite în activitatea științifică, cu prilejul Centenarului Academiei Republicii Socialiste România”[5]

## Onoruri
În onoarea lui Gheorghe Demetrescu, un asteroid descoperit de programul EURONEAR, în 2008, a primit numele său: 358894 Demetrescu.